# Enneaphyllus aeneipennis
Enneaphyllus aeneipennis là một loài bọ cánh cứng trong họ Cerambycidae.